# SciNet Consortium

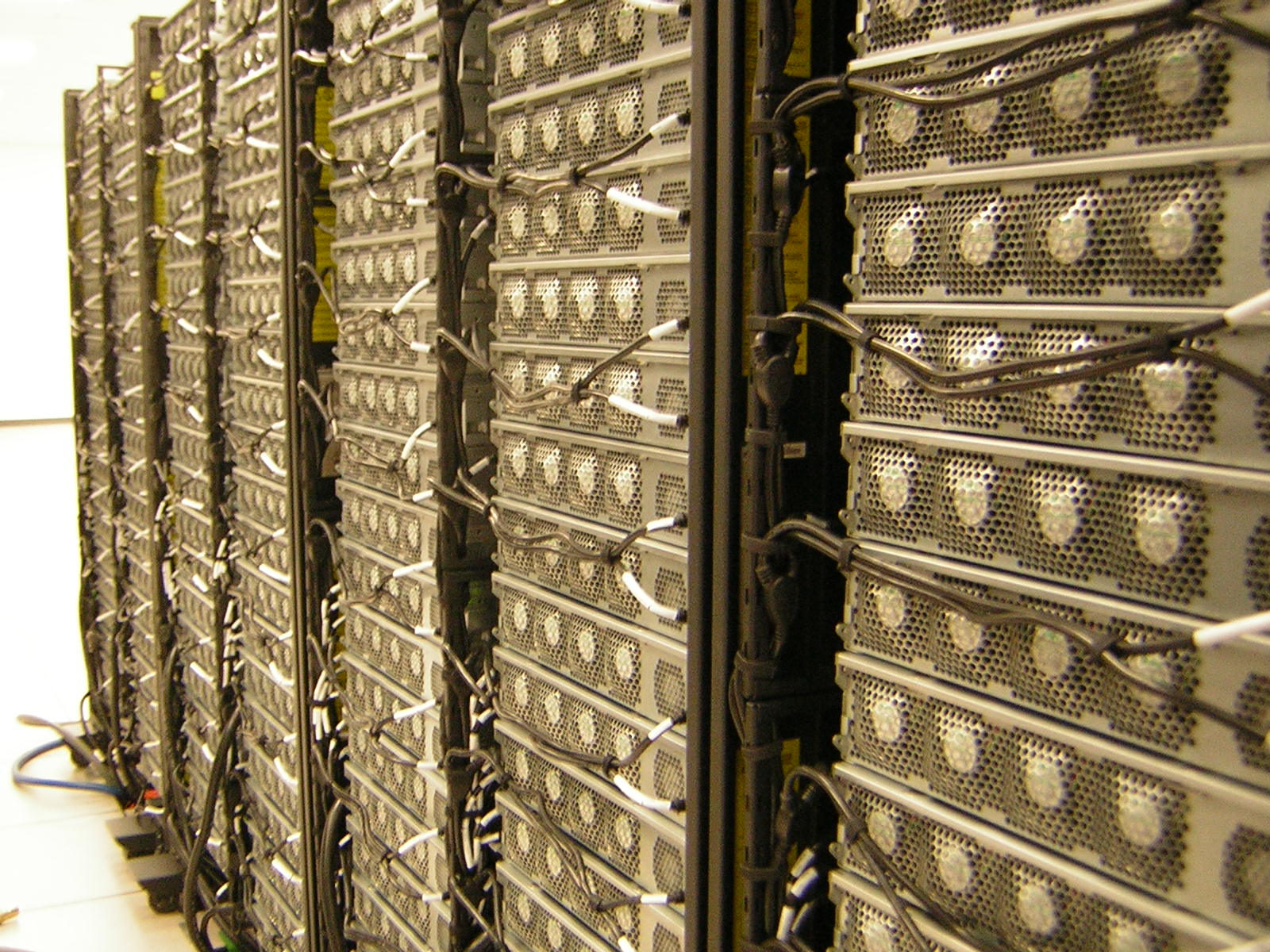
SciNet-Computersystem

Das SciNet Consortium betreibt einen Supercomputer in Toronto, Kanada. Zu dem Konsortium gehören die University of Toronto sowie deren angeschlossenen Krankenhäuser. Die SciNet-Einrichtungen befinden sich auf dem Campus der University of Toronto. Das Datenzentrum befindet sich ca. 30 km nördlich des Campus in Vaughan. Auf der TOP500-Liste, welche die schnellsten 500 Computer der Welt aufzeichnet, befindet sich SciNet auf Platz 39 (2010).

## Spezifikationen
Das System basiert auf dem IBM System x iDataPlex Supercomputer. Das System arbeitet mit 30.240 Intel 5500 Series 2.53 GHz Prozessoren. Der Computer verbraucht soviel Strom, wie 4000 normale Computer zusammen. Das ganze System ist wassergekühlt. Bei kühleren Temperaturen wird das System automatisch auf Luftkühlung geschaltet um Energie zu sparen. Der Supercomputer benötigt eine Standfläche von 280 m2. Der Supercomputer ist der größte Intel-Prozessor basierende Rechner weltweit.

## Partner
- University of Toronto (Gründer)
- Hospital for Sick Kids
- Mount Sinai Hospital
- Ontario Institute for Cancer Research
- Baycrest Centre for Geriatric Care

## Forschungsgebiete
Das System wird genutzt für Astronomie und Astrophysik, Raumfahrt sowie Ingenieursforschungen, biomedizinische Forschungen, physikalische Forschungen für Hochenergie-Partikel, für planetarische Physik, für integrative Bioinformatik und für die chemische Physik.